# Coupe d'Europe de ski de fond
 (octobre 2023).
Si vous disposez d'ouvrages ou d'articles de référence ou si vous connaissez des sites web de qualité traitant du thème abordé ici, merci de compléter l'article en donnant les références utiles à sa vérifiabilité et en les liant à la section « Notes et références ».
La FESA Cup, anciennement appelée OPA Cup ou Coupe d'Europe de ski fond, est une compétition de ski de fond organisées par la Fédération des associations européennes de ski et snowboard (FESA). À travers plusieurs épreuves durant la saison hivernale, les compétiteurs accumulent des points, en fonction de leurs performances, qui déterminent leur classement général. Ils existent un circuit junior pour les moins de 20 ans et un circuit senior dont les vainqueurs du général se voient offrir une place en Coupe du monde de ski de fond pour la saison suivante.
Réunissant à l'origine les pays de l'arc alpin, les pays nordiques rejoignent la compétition à partir de la saison 2023-2024

## Calendrier 2023-2024
En 2023-2024, six week-end de compétitions sont au programme pour un total de 15 courses prévues.
| Date                      | Lieu                      | Épreuve 1            | Épreuve 2                              | Épreuve 3            |
| ------------------------- | ------------------------- | -------------------- | -------------------------------------- | -------------------- |
| du 8 au 10 décembre 2023  | Vallée de Conches         | Sprint Classique     | Individuel Classique                   | Mass-Start libre     |
| du 21 au 22 décembre 2023 | Sankt Ulrich am Pillersee | Sprint libre         | Individuel Classique                   | —                    |
| du 5 au 7 janvier 2024    | Oberwiesenthal            | Sprint libre         | Mass Start libre                       | Individuel Classique |
| du 20 au 21 janvier 2024  | Jakuszyce                 | Individuel libre     | Mass-Start Classique                   | —                    |
| du 24 au 25 février 2024  | Schilpario                | Individuel Classique | Poursuite libre ou relais pour U18-U16 | —                    |
| du 15 au 17 mars 2024     | Prémanon                  | Sprint Classique     | Individuel Classique                   | Relais Mixte Skate   |

## Palmarès

### Femmes
| Saison | Première            | Deuxième                    | Troisième                            |
| ------ | ------------------- | --------------------------- | ------------------------------------ |
| 2007   | Anouk Faivre-Picon  | Denise Herrmann             | Virginia De Martin Topranin          |
| 2008   | Manuela Henkel      | Karin Moroder               | Doris Trachsel                       |
| 2009   | Silvia Rupil        | Laura Orgué                 | Ursina Badilatti                     |
| 2010   | Anouk Faivre-Picon  | Virginia De Martin Topranin | Denise Herrmann                      |
| 2011   | Monique Siegel (de) | Élodie Bourgeois-Pin        | Coraline Hugue                       |
| 2012   | Célia Aymonier      | Lucia Scardoni              | Sandra Ringwald                      |
| 2013   | Monique Siegel (de) | Sandra Ringwald             | Laura Orgué                          |
| 2014   | Francesca Baudin    | Sara Pellegrini             | Giulia Stürz (de)                    |
| 2015   | Lucia Scardoni      | Giulia Stürz (de)           | Elisabeth Schicho                    |
| 2016   | Julia Belger (de)   | Monique Siegel (de)         | Laura Gimmler                        |
| 2017   | Caterina Ganz       | Theresa Eichhorn (de)       | Pia Fink                             |
| 2018   | Antonia Fräbel (en) | Sara Pellegrini             | Julia Belger (de)                    |
| 2019   | Antonia Fräbel (en) | Lydia Hiernickel            | Ilaria Debertolis                    |
| 2020   | Ilaria Debertolis   | Sara Pellegrini             | Elisa Brocard                        |
| 2021   | Lisa Lohmann (de)   | Désirée Steiner (de)        | Coletta Rydzek (de) Lydia Hiernickel |
| 2022   | Lisa Lohmann (de)   | Nadja Kälin                 | Katherine Sauerbrey                  |
| 2023   | Helen Hoffmann (de) | Anja Weber                  | Martina Bellini                      |
| 2024   | Marina Kaelin (de)  | Helen Hoffmann (de)         | Nadine Laurent                       |
| 2025   | [[]]                | [[]]                        | [[]]                                 |

### Hommes
| Saison | Première               | Deuxième               | Troisième               |
| ------ | ---------------------- | ---------------------- | ----------------------- |
| 2007   | Dario Cologna          | Giovanni Gullo (de)    | David Hofer             |
| 2008   | Florian Kostner (de)   | Tom Reichelt           | Kay Bochert             |
| 2009   | Florian Kostner (de)   | Fulvio Scola           | Benoît Chauvet          |
| 2010   | Dietmar Nöckler        | Fulvio Scola           | Andreas Katz            |
| 2011   | Andy Kühne             | Thomas Bing            | Luca Orlandi            |
| 2012   | Marco Mühlematter      | Ivan Perrillat Boiteux | Jonas Baumann           |
| 2013   | Franz Göring           | Sebastian Eisenlauer   | Lucas Bögl              |
| 2014   | Paul Goalabre          | Francesco De Fabiani   | Andy Kühne              |
| 2015   | Paul Goalabre          | Markus Weeger (de)     | Giandomenico Salvadori  |
| 2016   | Giandomenico Salvadori | Damien Tarantola       | Valentin Chauvin        |
| 2017   | Maicol Rastelli        | Sergio Rigoni          | Irineu Esteve Altimiras |
| 2018   | Jean Tiberghien        | Beda Klee              | Valentin Chauvin        |
| 2019   | Valentin Chauvin       | Jean Tiberghien        | Simone Daprà (de)       |
| 2020   | Jean Tiberghien        | Jules Chappaz          | Stefano Gardener        |
| 2021   | Arnaud Chautemps (de)  | Renaud Jay             | Friedrich Moch          |
| 2022   | Théo Schely (de)       | Cyril Fähndrich (de)   | Martin Collet           |
| 2023   | Julien Arnaud          | Thomas Bing            | Rémi Bourdin (de)       |
| 2024   | Rémi Bourdin           | Sabin Coupat           | Mathis Desloges         |
| 2024   | [[]]                   | [[]]                   | [[]]                    |

### U20 Femmes
| Saison | Première            | Deuxième              | Troisième             |
| ------ | ------------------- | --------------------- | --------------------- |
| 2020   | Anja Weber          | Nadja Kälin           | Lisa Lohmann (de)     |
| 2021   | Anja Weber          | Nadja Kälin           | Helen Hoffmann (de)   |
| 2022   | Helen Hoffmann (de) | Julie Pierrel         | Germana Thannheimer   |
| 2023   | Marina Kaelin       | Gina Del Rio          | Iris De Martin Pinter |
| 2024   | Gina Del Rio        | Iris De Martin Pinter | Charlotte Boehme      |
| 2025   | [[]]                | [[]]                  | [[]]                  |

### U20 Hommes
| Saison | Première         | Deuxième        | Troisième      |
| ------ | ---------------- | --------------- | -------------- |
| 2020   | Davide Graz (de) | Gaspard Rousset | Friedrich Moch |
| 2021   | Elia Barp (de)   | Nicolo Cusini   | Antonin Savary |
| 2022   | Mathis Desloges  | Elia Barp (de)  | Elias Keck     |
| 2023   | Martino Carollo  | Niclas Steiger  | Elias Keck     |
| 2024   | Isai Naeff       | Davide Ghio     | Niclas Steiger |
| 2024   | [[]]             | [[]]            | [[]]           |